# Монтилье, Уильям
Уильям Монтилье (фр. William Montillet; 16 июля 1879—13 марта 1940) — швейцарский органист и композитор.
Ученик Отто Барблана. Органист и хормейстер женевского Собора Святого Иосифа (с 1901 г.). В 1922 г. провёл в соборе цикл концертов с исполнением всех органных сочинений Иоганна Себастьяна Баха, в 1936 г. повторил его для трансляций Женевского радио. Автор Мессы Святой Цецилии для смешанного хора (нем. Messe Sainte Cecile; 1911) и другой церковной музыки. Профессор Женевской консерватории, основатель (1918) специального класса григорианского пения. Вёл также класс гармонии, перевёл на французский язык учебник Саломона Ядассона по музыкальным формам. Среди учеников Монтилье, в частности, Бернар Рейшель, Рене Ливрон, Жорж Крамер.